# Klubi Futbollistik Liria
Il Klubi Futbollistik Liria, meglio noto come Liria, è una società calcistica kosovara con sede nella città di Prizren. Quando militava nei campionati della Jugoslavia figurava come Fudbalski klub Lirija.
Dalla stagione 2014-2015 milita nella Superliga kosovara, la massima divisione del campionato kosovaro.

## Storia
Fondata nel 1930 come Klubi Futbollistik Liria. Ha disputato il suo primo campionato per la prima volta nella massima serie del Kosovo nella stagione 1994-1995, terminando la stagione in settima posizione in classifica.
È una delle società calcistiche più antiche del Kosovo. Fino allo scoppio della seconda guerra mondiale ha militato nelle serie minori del campionato jugoslavo. Nel 1942 la regione venne annessa all'Albania, dove giocò per una stagione nella Kategoria Superiore.

## Palmarès

### Competizioni nazionali
- Coppa del Kosovo: 3

1994-1995, 2006-2007, 2009-2010
- Liga e Parë: 1

2008-2009

### Altri piazzamenti
- Campionato kosovaro:

Terzo posto: 2010-2011
- Supercoppa del Kosovo:

Finalista: 2010
- Liga e Parë:

Terzo posto: 2019-2020